# Magyar Wikiszótár
A Magyar Wikiszótár a Wikiszótár projekt magyar nyelvű változata, egy szabadon szerkeszthető internetes szótár. 2004. május 2-án indult és 2009 februárjában már több mint 100 000 szócikket tartalmazott.
Ezzel az összes Wikiszótár szócikkeinek számát tekintve a magyar nyelvű a 12. helyen áll. A Magyar Wikiszótárnak 2009. május 9-én 3349 regisztrált szerkesztője volt.
2009 májusában több mint 597 000 szerkesztést hajtottak végre a projektben, az indulás óta.

## Mérföldkövek
- 2004. május 2. - Elindul a magyar Wikiszótár
- 2009. február - Elkészül a 100 000. szócikk

## Külső hivatkozások
- Magyar Wikiszótár